# Bezirkssportanlage Waldau
Die Bezirkssportanlage Waldau (kurz: BZA Waldau) ist ein Fußball- und Leichtathletikstadion in Stuttgart. Es befindet sich auf der Waldau im Stuttgarter Stadtteil Degerloch, ungefähr fünf Minuten Fußweg vom Gazi-Stadion auf der Waldau entfernt, der Heimspielstätte der ersten Mannschaft der Stuttgarter Kickers.
Auf der BZA Waldau tragen die A1- und B1-Junioren der Stuttgarter Kickers ihre Heimspiele aus. Bis 2017 war die Bezirkssportanlage die Heimspielstätte der Stuttgarter Kickers II. Das Fassungsvermögen beträgt rund 2000 unüberdachte Stehplätze. Tagsüber wird das städtische Sportgelände auch von Schulklassen oder auch anderen Sportvereinen auf der Waldau benutzt.
Das Stadion besteht aus einem Rasenspielfeld, einer Leichtathletik-Laufbahn, einem Kunstrasenplatz neuster Granulat-Technik sowie einem kleinen Werferplatz.